# Изоселеноцианат силила
Изоселеноцианат силила — химическое соединение,
изоселеноцианопроизводное моносилана
с формулой SiH3NCSe,
бесцветные кристаллы.

## Получение
- Пропускание паров иодсилана, разбавленных азотом, через селеноцианат серебра:

{\displaystyle {\mathsf {SiH_{3}I+AgNCSe\ {\xrightarrow {}}\ SiH_{3}NCSe+AgI}}}

## Физические свойства
Изоселеноцианат силила образует бесцветные кристаллы,
которые медленно полимеризуются уже при комнатной температуре в темноте.
Нагревание, ультрафиолетовое облучение, примеси ускоряют разложение.